# Jâwali Saqâwâ
 Jâwali Saqâwâ est un atabeg de Mossoul de 1107 à 1109, le plus souvent alliés aux croisés. Il tenta de profiter de la venue de ces derniers pour se tailler un fief au détriment des Seldjoukides, mais fut vaincu.

## Biographie
En 1106, le sultan Seldjoukide Muhammad Ier, mécontent de son vassal Jekermish, atabeg de Mossoul, qui commence à montrer des désirs d’indépendance et qui a négligé de verser le tribut, lui retire Mossoul et nomme à la place un de ses officiers, Jâwali Saqâwâ. Ce dernier se met en campagne pour conquérir son fief et défait Jekermish au bord du Tigre. Cependant, les habitants de Mossoul, fidèle à leur atabeg qui les avait gouverné sagement et craignant la cruauté de Jâwali, refusent de lui ouvrir les portes et appellent à leur aide Kılıç Arslan Ier, sultan de Roum.
Jâwali est obligé de lever le siège et se taille un fief autour de Rahéba, sur l’Euphrate, puis conclut une alliance avec Ridwan, émir d’Alep, contre Kılıç Arslan. L’affrontement se solde par la mort de Kılıç Arslan et le retrait des Seldjoukides de Roum, permettant à Jâwali de prendre possession de Mossoul. Mais, à l’image de ses prédécesseurs, il cherche à son tour à se rendre indépendant du sultan seldjoukide, qui le remplace par Mawdûd ibn Altûntâsh. S’étant aliéné la population de Mossoul par sa cruauté, quelques maçons de la ville profitent de la prière du vendredi pour ouvrir les portes à Mawdûd, qui s’empare ainsi de la ville, obligeant Jâwali à prendre la fuite.
Avec Mossoul, il avait obtenu Baudouin du Bourcg, comte d'Édesse, prisonnier de Jekermish depuis la bataille de Harran. Jâwali avait réussi à l’emmener dans sa fuite de Mossoul et le libère en échange d’une alliance permettant à Baudouin de récupérer Édesse, occupé par Tancrède de Hauteville et à Jâwali de se créer un nouveau fief,.
Jâwali jette son dévolu sur le Jazîra et se trouve rapidement en concurrence avec Ridwan d’Alep. Baudouin du Bourg envoie à Jâwali une caravane contenant son aide financière que Ridwan intercepte et pille. Jâwali prend la place forte de Balis en septembre 1108. Craignant une riposte de ce dernier, Ridwan s’allie à Tancrède de Hauteville et pénètre dans le comté d'Édesse. La bataille a lieu près de Turbessel, entre Ridwan et Tancrède contre Baudouin et Jâwali. Ces derniers commencent à l’emporter, puis les turcomans de Jâwali cèdent à l’attrait du pillage et se dispersent. Baudouin se replie à Édesse, tandis que Jâwali prend la fuite.
Il se rend à la cour du sultan Muhammad Ier et fait sa soumission. Ce dernier lui pardonne et le nomme gouverneur d’une province en Perse.

### Sources
- René Grousset, Histoire des croisades et du royaume franc de Jérusalem - I. 1095-1130 L'anarchie musulmane, Paris, Perrin, 1934 (réimpr. 2006), 883 p.
- Amin Maalouf, Les Croisades vues par les Arabes, J’ai lu, 1983 (ISBN 978-2-290-11916-7)